# Boharticus nanellus
Boharticus nanellus är en stekelart som beskrevs av Grissell 1983. Boharticus nanellus ingår i släktet Boharticus och familjen puppglanssteklar. Inga underarter finns listade.